# Municipio de Timucuy
El municipio de Timucuy es uno de los 106 municipios del estado mexicano de Yucatán. Su cabecera municipal es la localidad homónima de Timucuy.

## Toponimia
El nombre del municipio, Timucuy, significa en lengua maya Lugar de la tórtola.

## Colindancia
El municipio de Timucuy colinda al  norte con Kanasín y Acanceh, al sur con Tecoh, al oriente con Acanceh y al poniente con el municipio de Mérida.

## Datos históricos
- Antes de la conquista de Yucatán la región donde se asienta el hoy municipio de Timucuy formó parte del cacicazgo de Chakán.
- 1549: Durante la colonia bajo el régimen de encomienda, estuvo a cargo de Pedro Álvarez con 160 indios tributarios.
- 1607: Estuvo a cargo de Juan de Magaña Arroyo con 300 indios.
- 1628: La encomienda se atribuyó a Rodrigo de Vargas Mayorga con 240 indios.
- 1841: Pasó por este municipio el explorador John Lloyd Stephens rumbo a los yacimientos arqueológicos de Tecoh.
- 1921: Se estableció el municipio libre de Timucuy.

## Economía
Timucuy es un municipio que, ubicado en la zona central norte del estado perteneció a la denominada zona henequenera de Yucatán porque sus tierras tienen la vocación agrícola para el cultivo del agave. Junto con los municipios circunvecinos se dedicó por muchos años hasta finales del siglo XX a la industria henequenera como principal actividad productiva.
Con la declinación de la agroindustria se dio en Timucuy un proceso de diversificación de la actividad agrícola. Hoy en el territorio municipal se cultiva principalmente maíz, frijol y hortalizas. Algunas variedades de chiles también se cosechan en la región.
Se da la cría de ganado bovino en pequeña escala, así como la de ganado porcino y aves de corral.

## Atractivos turísticos
- Arquitectónicos: Hay un templo construido en el siglo XVIII en donde se venera a San Gaspar, ubicado en la cabecera municipal.

- Arqueológicos: Existen, en la cercanía de Timucuy, cabecera municipal, vestigios arqueológicos de la cultura maya.

- Fiestas populares: Del 10 al 15 de abril se realiza una feria popular religiosa en homenaje a San Gaspar, patrono municipal, con vaquerías y bailes populares.